# Tinthia beijingana
Tinthia beijingana is een vlinder uit de familie wespvlinders (Sesiidae), onderfamilie Tinthiinae.
Tinthia beijingana is voor het eerst wetenschappelijk beschreven door Yang in 1977. De soort komt voor in het Palearctisch gebied.